# Rosenborg Ballklub 2013
Questa voce raccoglie le informazioni riguardanti il Rosenborg Ballklub nelle competizioni ufficiali della stagione 2013.

## Stagione
Al termine del campionato 2012, le strade del Rosenborg e dell'allenatore Jan Jönsson si separarono. Al posto dello svedese, fu ingaggiato Per Joar Hansen, che lasciò l'incarico di commissario tecnico della Norvegia under 21 per guidare il Rosenborg. Il 24 febbraio, Tore Reginiussen fu nominato nuovo capitano.
Il Rosenborg chiuse la stagione al 2º posto in classifica, alle spalle dello Strømsgodset campione: centrò così la qualificazione all'Europa League 2014-2015. Il club arrivò anche in finale nella Coppa di Norvegia 2013, dove fu sconfitto dal Molde per 4-2. Nell'Europa League 2013-2014, invece, il Rosenborg fu sconfitto dal St. Johnstone al secondo turno di qualificazione.
I calciatori più utilizzati in stagione furono Tobias Mikkelsen, Nicki Bille Nielsen e Tore Reginiussen, con 37 presenze ciascuno. Nielsen fu anche il miglior marcatore, a quota 16 reti (8 in campionato e 8 nella coppa nazionale).

## Maglie e sponsor
Lo sponsor tecnico per la stagione 2013 fu Adidas, mentre lo sponsor ufficiale fu REMA 1000. La divisa casalinga era composta da una maglietta bianca con inserti nero e oro, pantaloncini neri e calzettoni bianchi. Quella da trasferta era invece composta da una maglietta nera con inserti bianchi e oro, pantaloncini bianchi e calzettoni neri.
| Casa | Trasferta |

## Rosa
| N. |                        | Ruolo | Calciatore                  |
| -- | ---------------------- | ----- | --------------------------- |
| 1  | Svezia (bandiera)      | P     | Daniel Örlund               |
| 2  | Costa Rica (bandiera)  | D     | Cristian Gamboa             |
| 3  | Svezia (bandiera)      | D     | Mikael Dorsin               |
| 4  | Norvegia (bandiera)    | D     | Tore Reginiussen (capitano) |
| 5  | Norvegia (bandiera)    | D     | Per Verner Rønning          |
| 7  | Danimarca (bandiera)   | C     | Mike Jensen                 |
| 8  | Rep. Ceca (bandiera)   | C     | Bořek Dočkal                |
| 9  | Danimarca (bandiera)   | A     | Nicki Bille Nielsen         |
| 10 | Nigeria (bandiera)     | C     | John Chibuike               |
| 11 | Danimarca (bandiera)   | A     | Tobias Mikkelsen            |
| 12 | Norvegia (bandiera)    | P     | Alexander Lund Hansen       |
| 13 | El Salvador (bandiera) | C     | Jaime Alas                  |
| 14 | Norvegia (bandiera)    | D     | Jon Inge Høiland            |
| 15 | Norvegia (bandiera)    | A     | Alexander Søderlund         |
| 16 | Norvegia (bandiera)    | D     | Jørgen Skjelvik             |

| N. |                        | Ruolo | Calciatore          |
| -- | ---------------------- | ----- | ------------------- |
| 17 | Norvegia (bandiera)    | A     | Tarik Elyounoussi   |
| 18 | Norvegia (bandiera)    | C     | Daniel Berntsen     |
| 19 | Norvegia (bandiera)    | D     | Brede Moe           |
| 20 | Norvegia (bandiera)    | C     | Ole Kristian Selnæs |
| 21 | Norvegia (bandiera)    | C     | Fredrik Midtsjø     |
| 22 | Norvegia (bandiera)    | C     | Jonas Svensson      |
| 23 | Norvegia (bandiera)    | A     | Pål André Helland   |
| 24 | Norvegia (bandiera)    | D     | Stefan Strandberg   |
| 33 | Norvegia (bandiera)    | P     | Jacob Storevik      |
| 34 | Norvegia (bandiera)    | P     | Mathias Hybertsen   |
| 35 | Norvegia (bandiera)    | C     | Morten Strand       |
| 37 | Norvegia (bandiera)    | A     | Alexander Sørloth   |
| 38 | Norvegia (bandiera)    | C     | Aleksander Foosnæs  |
| 42 | Stati Uniti (bandiera) | C     | Mikkel Diskerud     |
| –– | Ghana (bandiera)       | C     | Mohammed-Awal Issah |

## Calciomercato

### Sessione invernale(dal 01/01 al 31/03)
| Acquisti         | Acquisti            | Acquisti       | Acquisti      |
| R.               | Nome                | da             | Modalità      |
| ---------------- | ------------------- | -------------- | ------------- |
| D                | Cristian Gamboa     | Copenaghen     | definitivo    |
| D                | Brede Moe           | Ranheim        | definitivo    |
| C                | Daniel Berntsen     | Bodø/Glimt     | fine prestito |
| C                | Mike Jensen         |                | svincolato    |
| C                | Fredrik Midtsjø     | Ranheim        | fine prestito |
| A                | Tobias Mikkelsen    | Greuther Fürth | definitivo    |
| A                | Nicki Bille Nielsen | Villarreal     | definitivo    |
| Altre operazioni |                     |                |               |
| R.               | Nome                | da             | Modalità      |
| D                | Christoffer Aasbak  | Ranheim        | fine prestito |

| Cessioni         | Cessioni               | Cessioni   | Cessioni      |
| R.               | Nome                   | a          | Modalità      |
| ---------------- | ---------------------- | ---------- | ------------- |
| D                | Christoffer Aasbak     | Ranheim    | prestito      |
| D                | Christoffer Aasbak     | Byåsen     | prestito      |
| D                | Mikal Haugen Bjørnstad | Ranheim    | definitivo    |
| A                | Steffen Iversen        |            | ritiro        |
| A                | Rade Prica             |            | svincolato    |
| Altre operazioni |                        |            |               |
| R.               | Nome                   | da         | Modalità      |
| D                | Cristian Gamboa        | Copenaghen | fine prestito |

### Sessione estiva(dal 15/07 al 10/08)
| Acquisti | Acquisti            | Acquisti  | Acquisti   |
| R.       | Nome                | da        | Modalità   |
| -------- | ------------------- | --------- | ---------- |
| D        | Jørgen Skjelvik     | Kalmar    | definitivo |
| A        | Pål André Helland   | Hødd      | definitivo |
| A        | Alexander Søderlund | Haugesund | definitivo |

| Cessioni | Cessioni            | Cessioni         | Cessioni   |
| R.       | Nome                | a                | Modalità   |
| -------- | ------------------- | ---------------- | ---------- |
| C        | Jaime Alas          | S.J. Earthquakes | prestito   |
| C        | Bořek Dočkal        | Sparta Praga     | definitivo |
| C        | Mohammed-Awal Issah | AmaZulu          | definitivo |
| A        | Tarik Elyounoussi   | Hoffenheim       | definitivo |

## Risultati

### Eliteserien

#### Girone di andata
| Arbitro: | Hagen (Grue) |

|  |           |            |
|  | Marcatori | 71’ Jensen |

| Arbitro: | Edvartsen (Hamar) |

|                                         |           |  |
| Dorsin 49’, 90’ Diskerud 53’ Dočkal 85’ | Marcatori |  |

| Arbitro: | Johansen (Brevik) |

|  |           |                                                        |
|  | Marcatori | 31’ Mikkelsen 45’ Nielsen 45’ Svensson 75’ Elyounoussi |

| Arbitro: | Hagen (Grue) |

|                |           |             |
| Elyounoussi 8’ | Marcatori | 88’ Rønning |

| Arbitro: | Sælen (Bergen) |

|                                                 |           |              |
| Bamberg 15’ (rig.) Søderlund 35’ Andreassen 89’ | Marcatori | 51’ Diskerud |

| Arbitro: | Hansen (Feda) |

|  |           |                  |
|  | Marcatori | 23’ Þorsteinsson |

| Arbitro: | Edvartsen (Hamar) |

|                        |           |                              |
| James 26’ Ulvestad 52’ | Marcatori | 65’ Elyounoussi 72’ Chibuike |

| Arbitro: | Skjerven (Kaupanger) |

|                                |           |              |
| Strandberg 18’ Elyounoussi 40’ | Marcatori | 55’ Ondrášek |

| Arbitro: | Sandmoen (Kjelsås) |

|            |           |                             |
| Kaland 50’ | Marcatori | 31’ Nielsen 43’ Elyounoussi |

| Arbitro: | Berntsen (Vang) |

|                                              |           |                           |
| Nielsen 33’, 34’, 88’ (rig.) Elyounoussi 84’ | Marcatori | 52’ Olsen 65’ Þórarinsson |

| Trondheim 20 maggio 2013, ore 18:00 11ª giornata | Rosenborg    | 0 – 0 referto | Molde | Lerkendal Stadion (20.188 spett.)\| Arbitro: \| Hagen (Grue) \| |
| Arbitro:                                         | Hagen (Grue) |               |       |                                                                 |

| Arbitro: | Skjerven (Kaupanger) |

|             |           |                              |
| Lecjaks 87’ | Marcatori | 65’ Reginiussen 84’ Svensson |

| Arbitro: | Moen (Haugesund) |

|            |           |  |
| Jensen 44’ | Marcatori |  |

| Stavanger 30 giugno 2013, ore 19:00 14ª giornata | Viking             | 0 – 0 referto | Rosenborg | Viking Stadion (9.958 spett.)\| Arbitro: \| Sandmoen (Kjelsås) \| |
| Arbitro:                                         | Sandmoen (Kjelsås) |               |           |                                                                   |

| Arbitro: | Sælen (Bergen) |

|              |           |  |
| Chibuike 64’ | Marcatori |  |

#### Girone di ritorno
| Arbitro: | Johnsen (Tønsberg) |

|                                      |           |                              |
| Chibuike 39’ Dočkal 45’ Berntsen 62’ | Marcatori | 64’ Johnsen 90’ (rig.) Shala |

| Arbitro: | Skjerven (Kaupanger) |

|           |           |                                                  |
| Askar 90’ | Marcatori | 6’ Nielsen 53’ Jensen 56’ Søderlund 90’ Chibuike |

| Arbitro: | Hagen (Grue) |

|                            |           |  |
| Reginiussen 9’ Nielsen 87’ | Marcatori |  |

| Arbitro: | Moen (Haugesund) |

|                         |           |                              |
| Kamara 33’ Storflor 54’ | Marcatori | 31’ Reginiussen 72’ Chibuike |

| Trondheim 17 agosto 2013, ore 18:00 20ª giornata | Rosenborg          | 0 – 0 referto | Vålerenga | Lerkendal Stadion (13.845 spett.)\| Arbitro: \| Johnsen (Tønsberg) \| |
| Arbitro:                                         | Johnsen (Tønsberg) |               |           |                                                                       |

| Arbitro: | Hagen (Grue) |

|                               |           |                                          |
| Skjølsvik 31’ (rig.) Sola 69’ | Marcatori | 1’ Søderlund 80’ Reginiussen 90’ Helland |

| Arbitro: | Edvartsen (Hamar) |

|                           |           |            |
| Mikkelsen 27’ Nielsen 85’ | Marcatori | 74’ Larsen |

| Arbitro: | Sandmoen (Kjelsås) |

|              |           |  |
| Andersen 24’ | Marcatori |  |

| Arbitro: | Nilsen (Oslo) |

|              |           |             |
| Chibuike 21’ | Marcatori | 84’ Gytkjær |

| Arbitro: | Skjerven (Kaupanger) |

|                   |           |                          |
| Samuel 43’ (rig.) | Marcatori | 73’ Chibuike 74’ Helland |

| Trondheim 6 ottobre 2013, ore 19:00 26ª giornata | Rosenborg         | 0 – 0 referto | Hønefoss | Lerkendal Stadion (12.058 spett.)\| Arbitro: \| Kjensli (Kjelsås) \| |
| Arbitro:                                         | Kjensli (Kjelsås) |               |          |                                                                      |

| Arbitro: | Edvartsen (Hamar) |

|  |           |              |
|  | Marcatori | 84’ Svensson |

| Arbitro: | Hagen (Grue) |

|                   |           |  |
| Hoseth 80’ (rig.) | Marcatori |  |

| Arbitro: | Hansen (Feda) |

|                            |           |           |
| Søderlund 9’ Mikkelsen 57’ | Marcatori | 68’ Olsen |

| Arbitro: | Berntsen (Vang) |

|  |           |                             |
|  | Marcatori | 7’, 72’ Chibuike 18’ Jensen |

### Coppa di Norvegia
| Arbitro: | Lyng |

|  |           |                                                                                                 |
|  | Marcatori | 13’ Selnæs 17’ Moe 21’, 79’ Dočkal 24’, 37’ Nielsen 45’, 73’ Chibuike 62’, 84’, 90’ Elyounoussi |

| Arbitro: | Lystad |

|  |           |                                                |
|  | Marcatori | 19’, 73’, 80’ Nielsen 33’ Chibuike 53’ Midtsjø |

| Arbitro: | Hafsås (Trondheim) |

|            |           |                                                 |
| Myrslo 90’ | Marcatori | 4’ Mikkelsen 20’ Midtsjø 37’ Nielsen 82’ Selnæs |

| Arbitro: | Staberg (Harstad) |

|                 |           |              |
| Jensen 43’, 61’ | Marcatori | 63’ Ondrášek |

| Arbitro: | Hansen (Feda) |

|                           |           |            |
| Søderlund 78’ Nielsen 90’ | Marcatori | 88’ Børven |

| Arbitro: | Sandmoen (Kjelsås) |

|                           |           |             |
| Mikkelsen 35’ Nielsen 58’ | Marcatori | 48’ Gytkjær |

| Arbitro: | Moen (Haugesund) |

|                                                |           |                              |
| Rindarøy 16’ Berget 72’ Hoseth 82’ Høiland 90’ | Marcatori | 17’ Diskerud 49’ Reginiussen |

### Europa League
| Arbitro: | Miguel |

|           |           |                           |
| Owens 22’ | Marcatori | 45’ Chibuike 77’ Svensson |

| Arbitro: | Kulbakov |

|                                                                                 |           |                      |
| Høiland 15’ Chibuike 34’, 50’ Dočkal 57’ Mikkelsen 60’ Sørloth 72’ Svensson 90’ | Marcatori | 49’ Leeman 68’ Owens |

| Arbitro: | Özkahya |

|  |           |            |
|  | Marcatori | 18’ Wright |

| Arbitro: | Zelinka |

|         |           |              |
| May 21’ | Marcatori | 5’ Søderlund |

## Statistiche

### Statistiche di squadra
| Competizione      | Punti | In casa | In casa | In casa | In casa | In casa | In casa | In trasferta | In trasferta | In trasferta | In trasferta | In trasferta | In trasferta | Totale | Totale | Totale | Totale | Totale | Totale | DR  |
| Competizione      | Punti | G       | V       | N       | P       | Gf      | Gs      | G            | V            | N            | P            | Gf           | Gs           | G      | V      | N      | P      | Gf     | Gs     | DR  |
| ----------------- | ----- | ------- | ------- | ------- | ------- | ------- | ------- | ------------ | ------------ | ------------ | ------------ | ------------ | ------------ | ------ | ------ | ------ | ------ | ------ | ------ | --- |
| Eliteserien       | 62    | 15      | 9       | 5       | 1       | 23      | 10      | 15           | 9            | 3            | 3            | 27           | 15           | 30     | 18     | 8      | 4      | 50     | 25     | +25 |
| Coppa di Norvegia | -     | 3       | 3       | 0       | 0       | 6       | 3       | 4            | 3            | 0            | 1            | 22           | 5            | 7      | 6      | 0      | 1      | 28     | 8      | +20 |
| Europa League     | -     | 2       | 1       | 0       | 1       | 7       | 3       | 2            | 1            | 1            | 0            | 3            | 2            | 4      | 2      | 1      | 1      | 10     | 5      | +5  |
| Totale            | -     | 20      | 13      | 5       | 2       | 36      | 16      | 21           | 13           | 4            | 4            | 52           | 22           | 41     | 26     | 9      | 6      | 88     | 38     | +50 |

### Statistiche dei giocatori
| J. Alas        | 0  | 0 | 0 | 0 | 2 | 0 | 1 | 0 | 0 | 0 | 0 | 0 | 2  | 0  | 1 | 0 |
| D. Berntsen    | 11 | 1 | 2 | 0 | 3 | 0 | 0 | 0 | 4 | 0 | 1 | 0 | 18 | 1  | 3 | 0 |
| J. Chibuike    | 24 | 9 | 3 | 0 | 5 | 3 | 2 | 0 | 4 | 3 | 0 | 0 | 33 | 15 | 5 | 0 |
| M. Diskerud    | 26 | 2 | 2 | 0 | 5 | 1 | 0 | 0 | 0 | 0 | 0 | 0 | 31 | 3  | 2 | 0 |
| B. Dočkal      | 15 | 2 | 1 | 0 | 2 | 2 | 0 | 0 | 4 | 1 | 0 | 0 | 21 | 5  | 1 | 0 |
| M. Dorsin      | 27 | 2 | 3 | 0 | 4 | 0 | 0 | 0 | 4 | 0 | 1 | 0 | 35 | 2  | 4 | 0 |
| T. Elyounoussi | 13 | 6 | 2 | 0 | 4 | 3 | 0 | 0 | 0 | 0 | 0 | 0 | 17 | 9  | 2 | 0 |
| A. Foosnæs     | 0  | 0 | 0 | 0 | 0 | 0 | 0 | 0 | 0 | 0 | 0 | 0 | 0  | 0  | 0 | 0 |
| C. Gamboa      | 28 | 0 | 2 | 1 | 3 | 0 | 1 | 0 | 4 | 0 | 0 | 0 | 35 | 0  | 3 | 1 |
| A. Hansen      | 11 | 0 | 0 | 0 | 1 | 0 | 0 | 0 | 2 | 0 | 0 | 0 | 14 | 0  | 0 | 0 |
| P. Helland     | 11 | 2 | 0 | 0 | 2 | 0 | 0 | 0 | 2 | 0 | 0 | 0 | 15 | 2  | 0 | 0 |
| J. Høiland     | 8  | 0 | 0 | 0 | 5 | 0 | 1 | 0 | 2 | 1 | 0 | 0 | 15 | 1  | 1 | 0 |
| M. Hybertsen   | 0  | 0 | 0 | 0 | 0 | 0 | 0 | 0 | 0 | 0 | 0 | 0 | 0  | 0  | 0 | 0 |
| M. Issah       | 0  | 0 | 0 | 0 | 0 | 0 | 0 | 0 | 0 | 0 | 0 | 0 | 0  | 0  | 0 | 0 |
| M. Jensen      | 27 | 4 | 6 | 0 | 4 | 2 | 1 | 0 | 4 | 0 | 0 | 0 | 35 | 6  | 7 | 0 |
| F. Midtsjø     | 5  | 0 | 0 | 0 | 3 | 2 | 0 | 0 | 0 | 0 | 0 | 0 | 8  | 2  | 0 | 0 |
| T. Mikkelsen   | 27 | 3 | 3 | 0 | 6 | 2 | 0 | 0 | 4 | 1 | 0 | 0 | 37 | 6  | 3 | 0 |
| B. Moe         | 3  | 0 | 0 | 0 | 4 | 1 | 0 | 0 | 1 | 0 | 0 | 0 | 8  | 1  | 0 | 0 |
| N. Nielsen     | 27 | 8 | 4 | 1 | 7 | 8 | 1 | 0 | 3 | 0 | 1 | 0 | 37 | 16 | 6 | 1 |
| D. Örlund      | 19 | 0 | 0 | 0 | 6 | 0 | 0 | 0 | 2 | 0 | 0 | 0 | 27 | 0  | 0 | 0 |
| T. Reginiussen | 28 | 4 | 3 | 1 | 6 | 1 | 0 | 0 | 3 | 0 | 1 | 0 | 37 | 5  | 4 | 1 |
| P. Rønning     | 13 | 0 | 0 | 0 | 3 | 0 | 0 | 0 | 3 | 0 | 0 | 0 | 19 | 0  | 0 | 0 |
| O. Selnæs      | 19 | 0 | 2 | 0 | 7 | 2 | 2 | 0 | 1 | 0 | 0 | 0 | 27 | 2  | 4 | 0 |
| J. Skjelvik    | 8  | 0 | 0 | 0 | 2 | 0 | 0 | 0 | 0 | 0 | 0 | 0 | 10 | 0  | 0 | 0 |
| A. Søderlund   | 13 | 3 | 1 | 0 | 1 | 1 | 1 | 0 | 2 | 1 | 0 | 0 | 16 | 5  | 2 | 0 |
| A. Sørloth     | 0  | 0 | 0 | 0 | 0 | 0 | 0 | 0 | 1 | 1 | 0 | 0 | 1  | 1  | 0 | 0 |
| J. Storevik    | 0  | 0 | 0 | 0 | 0 | 0 | 0 | 0 | 0 | 0 | 0 | 0 | 0  | 0  | 0 | 0 |
| M. Strand      | 0  | 0 | 0 | 0 | 0 | 0 | 0 | 0 | 0 | 0 | 0 | 0 | 0  | 0  | 0 | 0 |
| S. Strandberg  | 23 | 1 | 2 | 0 | 6 | 0 | 0 | 0 | 2 | 0 | 0 | 0 | 31 | 1  | 2 | 0 |
| J. Svensson    | 27 | 3 | 3 | 0 | 5 | 0 | 0 | 0 | 4 | 2 | 0 | 0 | 36 | 5  | 3 | 0 |